# Scellus spinimanus
Scellus spinimanus är en tvåvingeart som först beskrevs av Zetterstedt 1843.  Scellus spinimanus ingår i släktet Scellus och familjen styltflugor.
Artens utbredningsområde är Northwest Territories, Kanada. Arten är reproducerande i Sverige. Inga underarter finns listade i Catalogue of Life.